# Rookie Blue
Rookie Blue è una serie televisiva canadese di genere poliziesco, ideata da Morwyn Brebner, Tassie Cameron e Ellen Vanstone, trasmessa dal 2010 al 2015 per sei stagioni. Tra gli interpreti principali figurano Missy Peregrym e Gregory Smith. La serie è stata descritta come un Grey's Anatomy nel mondo dei novelli poliziotti.
Rookie Blue, inizialmente conosciuta come Copper, ha esordito il 24 giugno 2010, trasmessa simultaneamente su Global Television Network in Canada e su ABC negli Stati Uniti. Prima dell'esordio era già stata presentata al MIPTV di Cannes del 2010. Dopo il termine della sesta stagione, è stata cancellata il 16 ottobre 2015. In Italia l'esordio televisivo, con i primi due episodi, è avvenuto il 18 settembre 2010 su Steel, canale pay della piattaforma Mediaset Premium, mentre in chiaro è trasmessa dal 28 maggio 2012, dapprima da Italia 1 e in seguito da Rai 4, nonché dal servizio di streaming on demand TIMvision.

## Trama
La serie segue le vite di cinque freschi poliziotti che si sono appena formati presso l'accademia. L'addestramento è finito, ora comincia la vita. Devono imparare non solo ad avere a che fare con i loro doveri di agenti di polizia, ma anche ad affrontare i problemi e le aspettative delle loro famiglie e amici. Sono i primi soccorritori e stanno per imparare che nessuna quantità di formazione ti prepara alla vita reale.
«Per servire, proteggere e...», questa è la frase usata nella sala riunioni prima che il turno incominci con il poliziotto che conduce l'incontro. C'è sempre un significato importante nella trama dell'episodio o nel contesto. La frase usata più spesso, tuttavia, è «servire, proteggere e non fare casini».

## Episodi
| Stagione         | Episodi | Prima TV Canada | Prima TV Italia |
| ---------------- | ------- | --------------- | --------------- |
| Prima stagione   | 13      | 2010            | 2010            |
| Seconda stagione | 13      | 2011            | 2011-2012       |
| Terza stagione   | 13      | 2012            | 2012            |
| Quarta stagione  | 13      | 2013            | 2014            |
| Quinta stagione  | 11      | 2014            | 2015            |
| Sesta stagione   | 11      | 2015            | 2015            |

## Personaggi e interpreti
- Andrea "Andy" McNally-Swarek (stagioni 1-6), interpretata da Missy Peregrym, doppiata da Francesca Manicone.
Figlia di un ex poliziotto, nel corso della prima stagione ha avuto una relazione con il detective Lukas Callaghan, poi nelle stagioni successive comincia a frequentare l'agente di pattuglia Samuel Swarek per poi sposarlo. Nella quarta stagione ha una breve relazione con Nick Collins. È una brava agente uscita dall'accademia di polizia e lavora frequentemente a stretto contatto con gli altri colleghi; spesso finisce sotto copertura, finisce nei guai quando il suo futuro fidanzato l'agente Samuel Swarek lavorava sotto copertura su un traffico di droga e lo arresta non sapendo che è un poliziotto sotto copertura.
- Samuel Swarek (stagioni 1-6), interpretato da Ben Bass, doppiato da Osmar M. Santucho.
È un bravo poliziotto senza scrupoli, sa che il suo mestiere è quello di garantire i sospettati e metterli in galera. È perfettamente consapevole di quanto questo mestiere sia rischioso. Non ha però alcuna esitazione quando si tratta di proteggere Andrea McNally dai guai, soprattutto quando si tratta di catturare un sospettato e arrestarlo, così come è sempre pronto a salvare chi è in pericolo. È una persona che sa gestire la tensione e di notevole perspicacia. Avrà una figlia da Marlo, anche se poi finirà per sposare Andy.
- Dov Epstein (stagioni 1-6), interpretato da Gregory Smith, doppiato da Nanni Baldini.
Il sogno di Dov Epstein, da quando è uscito dall'accademia di Polizia, è quello di diventare un poliziotto, con delle regole ben precise, specialmente quando lavora in coppia con Gail Peck: diventano amici, sono dei bravi agenti e spesso eroi, ognuno con un carattere definito; fanno parte degli agenti di pattuglia ma vorrebbero in futuro cambiare dipartimento. Coinquilino di Chris Diaz, i due sono molto amici. Alla fine della serie è fidanzato con Chloe Price.
- Gail Peck (stagioni 1-6), interpretata da Charlotte Sullivan, doppiata da Valentina Pollani.
 Gail Peck è un'agente di recente formazione, dotata di bellezza e fascino. È una donna che si distingue per la sua indipendenza e competenza, qualità che le permettono di prendersi cura di sé stessa, nonostante l'iniziale disagio nei confronti dei colleghi durante un'operazione di polizia. Successivamente alla conclusione dei legami sentimentali con i colleghi Chris Diaz e Nick Collins, intraprende una relazione con il medico legale Holly. Al termine della relazione, cerca di adottare una bambina la cui madre è deceduta improvvisamente. Negli episodi successivi, entra in scena il fratello Steven, anch'egli agente di polizia,  capace e competente nell'indagine degli omicidi, ma che è stato coinvolto nel giro della corruzione del 15° distretto, quando il nuovo sergente Santana aveva fatto saltare in aria un deposito contenente prove importanti. Steven viene identificato come il sospettato, e durante il processo manifesta segni di instabilità emotiva.
- Traci Nash (stagioni 1-6), interpretata da Enuka Okuma, doppiata da Vanessa Giuliani.
Recluta del quindicesimo distretto ha un figlio di sei anni di nome Leo, ha una relazione con il detective Jerry Barber, dopo la sua morte frequenta il detective Peck, fratello di Gail. Nel corso delle stagioni diventa detective.
- Chris Diaz (stagioni 1-6), interpretato da Travis Milne, doppiato da Davide Albano. 
Ragazzo molto attento alle regole, all’inizio stagione è fidanzato con Denise, dopo la rottura frequenta Gail. Nella terza stagione scopre di essere padre di un bambino chiamato Christopher, solo successivamente scopre di non essere il vero padre e cade nella dipendenza da droghe, con l'aiuto di Dov riuscirà a disintossicarsi.
- Nick Collins (stagioni 3-6), interpretato da Peter Mooney, doppiato da Maurizio Di Girolamo.
Ex militare che ha prestato servizio in Afghanistan, è un ottimo poliziotto sempre pronto all'azione, incomincia una relazione con Gail, durante sei mesi sotto copertura però si innamora di Andy e per un breve periodo avranno una relazione. Alla fine della stagione lascerà il quindicesimo insieme a Juliet.
- Oliver Shaw (stagioni 1-6), interpretato da Matt Gordon, doppiato da Donato Sbodio. Poliziotto del quindicesimo distretto è sposato e ha due figlie; è un ottimo poliziotto istruttore, aiuta sempre le sue reclute con insegnamenti giusti; è molto amico di tutti i poliziotti soprattutto di Sam. Dopo avere provato più volte a salvare il suo matrimonio chiederà il divorzio e si fidanzerà con Sedani. Nelle ultime stagioni diventa sergente.
- Noelle Williams (stagioni 1-3, guest 4-6), interpretata da Melanie Nicholls-King, doppiata da Lucia Valenti.
- Jerry Barber (stagioni 1-3), interpretato da Noam Jenkins, doppiato da Roberto Accornero.
- Luke Callaghan (stagioni 1-2, guest 3-4), interpretato da Eric Johnson, doppiato da Andrea Beltramo.
- Frank Best (stagioni 1-5x01), interpretato da Lyriq Bent, doppiato da Luca Ghignone.
- Chloe Price (stagione 4-6), interpretata da Priscilla Faia, doppiata da Roberta Marini.
- Marlo Cruz (stagione 4-6), interpretata da Rachael Ancheril, doppiata da Chiara Francese.
- Steve Peck (stagione 4-6), interpretato da Adam MacDonald, doppiato da Oliviero Cappellini.
- Duncan Moore (stagione 5-6), interpretato da Matt Murray, doppiato da Alessandro Germano.

## Produzione

### Sviluppo
(Tassie Cameron, produttore esecutivo)
La serie nasce da una joint venture tra Canwest Broadcasting e ABC ed è prodotta da E1 Entertainment. La sceneggiatura dell'episodio pilota è stata scritta da Ilana Frank. Nel febbraio 2009, Canwest ha ordinato una stagione televisiva di 13 episodi, con il titolo di lavorazione Copper.
Il primo ruolo assegnato è stato quello del personaggio Andy McNally, interpretato da Missy Peregrym, seguito da Gregory Smith, nel ruolo di Dov Epstein. Ulteriori membri del cast sono stati annunciati all'inizio di luglio, e la produzione della serie è incominciata a Toronto, nell'Ontario, il 14 luglio 2009, per poi terminare nel novembre dello stesso anno. Tassie Cameron è il principale sceneggiatore e lo showrunner della serie.
Le riprese della seconda stagione si sono svolte tra il 1º settembre 2010 e 25 gennaio 2011, quelle della terza stagione tra il 25 agosto 2011 e il 23 gennaio 2012. La quarta stagione ha incominciato le riprese il 20 agosto 2012.

### Ambientazione
La serie è ambientata a Toronto, sebbene non ne vengano fatti espliciti riferimenti, nonostante l'uso dei nomi delle strade locali: tra le altre, King Street e Jameson Avenue nel Parkdale sono due delle location dell'episodio pilota.